# Ibach (pianofabrikant)

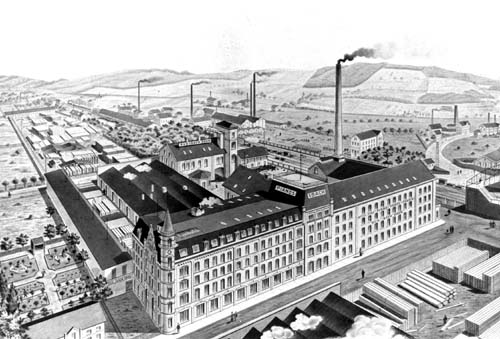
De Ibach-fabriek in Schwelm omstreeks 1900

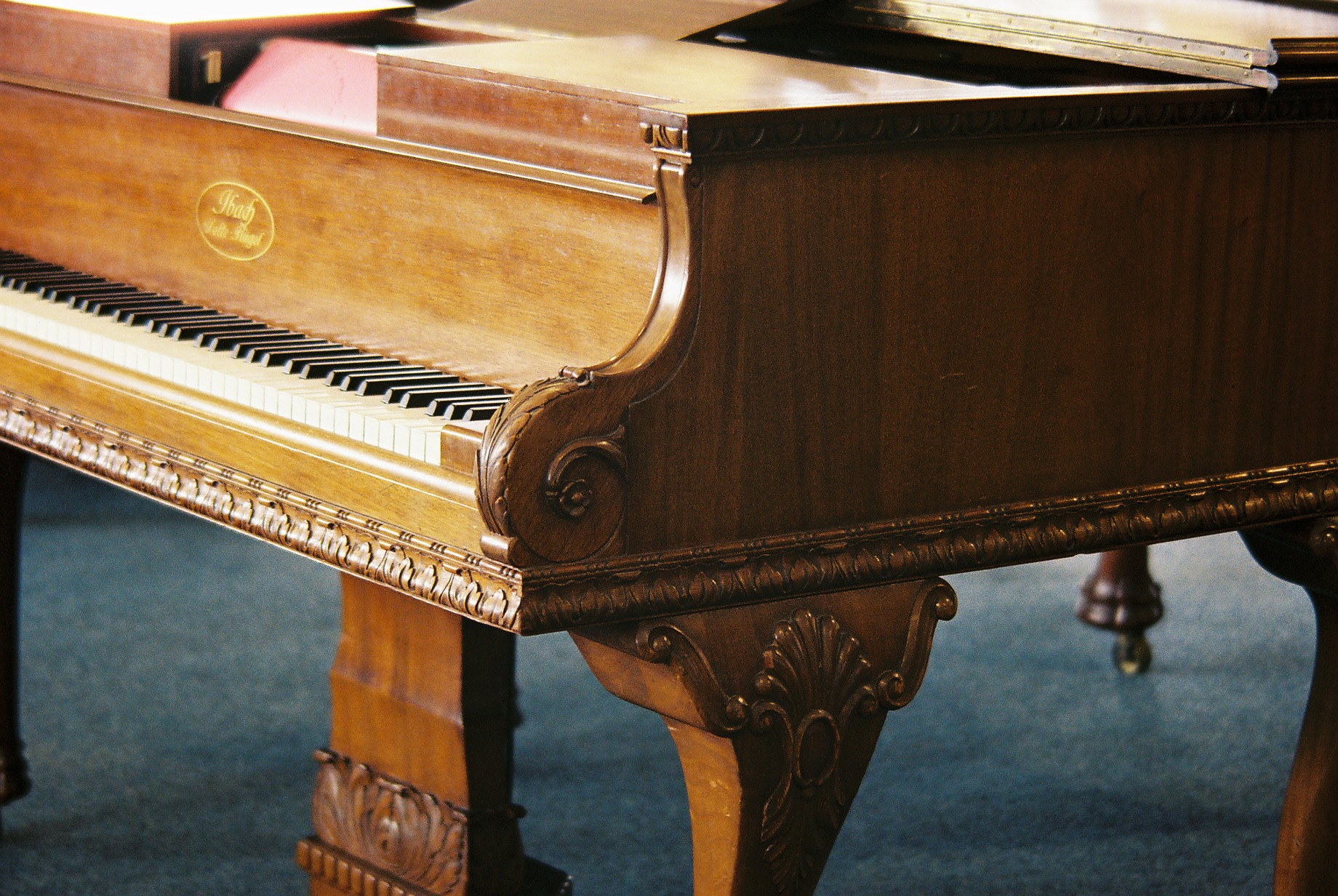
Ibach-vleugel uit 1924

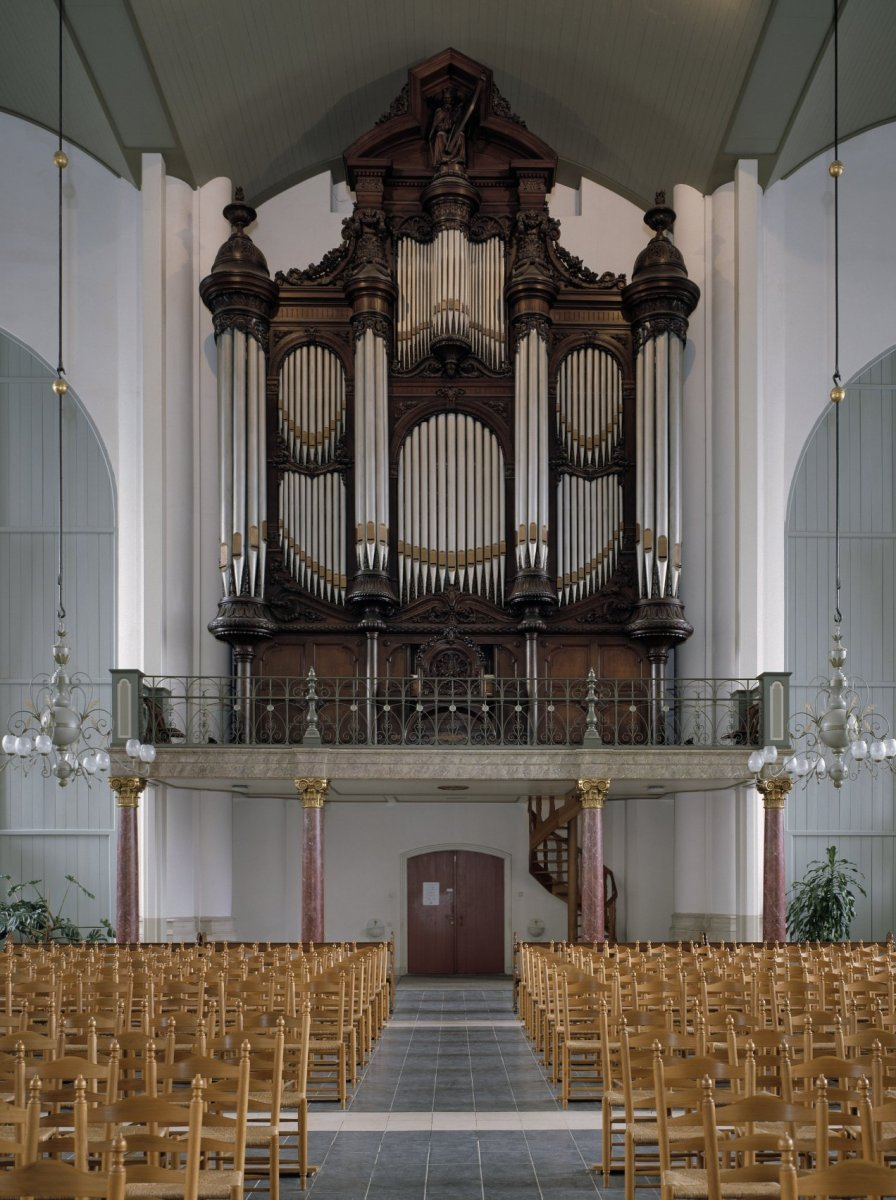
Ibach-kerkorgel uit 1864, Sint-Gertrudiskerk (Bergen op Zoom)

Ibach (volledige naam: Rud.Ibach Sohn) was een vooraanstaande Duitse piano- en vleugelfabrikant. De fabriek werd opgericht in 1794 en hield in 2007, inmiddels als oudste nog functionerende pianofabriek ter wereld, op te bestaan. De firma was sinds 1945 gevestigd in Schwelm (Westfalen).
Tot 1904 produceerde de firma ook orgels. De onderneming werd tot het einde door de nazaten van de oprichter geleid. Aan het begin van de 21e eeuw werd de zevende generatie in de firma opgenomen. In december 2007 werden de bedrijfsactiviteiten beëindigd, omdat er onvoldoende vraag was naar de producten.

## Geschiedenis
Johann Adolph Ibach bouwde in 1794 zijn eerste tafelpiano (pianoforte) in Beyenburg (sinds 1929 behorend tot Wuppertal). In 1795 restaureerde hij het orgel van het Kreuzherren-Klooster in die plaats. Voor het einde van de 18e eeuw verplaatste hij de productie aanvankelijk naar een gehuurde werkplaats in Rittershausen (Oberbarmen), dan naar Wupperfeld in Barmen (sinds 1929 bij Wuppertal).
In 1817 bouwde Johann Adolph Ibach een fabrieksgebouw met woning, waarin hij piano's en orgels produceerde, waarbij het zwaartepunt bij de pianobouw lag. In 1839 namen zijn zonen Carl Rudolf en Richard de onderneming onder de naam Ad. Ibach Söhne over. De eerste verkoopvestigingen werden opgericht in Düsseldorf, Bonn en Essen opgericht. Tot begin van de jaren 1850 was Ibach samen met de Keulse pianobouwer Eck en Gebauhr in Koningsbergen tot de grootste pianofabrikanten van Pruisen. Ibach bevorderde vooral de export naar Nederland.
In 1869 werd de orgelbouw in een zelfstandige onderneming ondergebracht. Op de wereldtentoonstelling van 1873 in Wenen kreeg de firma een onderscheiding. De onderneming werd uitgebreid met een verkoopvestiging met kastenmakerij in Keulen en een nieuwe fabriek in Schwelm.
Verder werden een openbaar muziekinstrumentenmuseum en de eerste muziekbibliotheek van Wuppertal geopend. In 1892 nam Hulda Ibach, de weduwe van Peter Adolph Rudolph, de onderneming over. Zij leidde de onderneming, die intussen enkele honderden medewerkers in dienst had, twaalf jaar lang. In deze tijd werd ook een derde fabriek in Berlijn opgericht. Verder expandeerde de onderneming en exporteerde ook instrumenten naar Midden- en Zuid-Amerika, de Baltische staten, Rusland, Azië en zelfs Oceanië.
In deze tijd werden ook een aantal uitvindingen gedaan, en vonden nieuwe ontwikkelingen plaats, zoals de transponerende vleugel, het Strehlentoetsenbord, het Ibachord (Concert-cembalo), de dirigentenbok-piano, de Ibach-Welte-vleugel, en de Ibach-Welte-pianino. In de tijd na de Eerste Wereldoorlog werd de onderneming op de proef gesteld.
Naast het wegvallen van de exportmarkten, werd de markt voor muziekinstrumenten kleiner door de uitvinding van de radio en de grammofoon. De auto verving de piano als statussymbool. Vanwege de veranderde klantwensen, vooral door de kleinere woningen, werd de kleine piano ontwikkeld. In de Tweede Wereldoorlog waren er veel vernielingen, waaronder die van het 'stamhuis' in Barmen. Daardoor werd de fabriek in Schwelm in 1945 de nieuwe hoofdvestiging. De productie kon echter pas in 1950 weer beginnen. De economische opleving in de jaren 60 en 70 van de twintigste eeuw bracht de firma weer goede tijden.
In de jaren 80 van de twintigste eeuw verplaatste de onderneming een deel van de productie naar Korea. Aan de naam van de producten uit Korea werd een K toegevoegd. Naar de mening van buitenstaanders was deze 'verwatering' van de merknaam de oorzaak van de afzetproblemen. Sabine Ibach, die sinds 2004 bedrijfsleidster was, ziet echter de hetze van de concurrentie tegen Ibach die na de verplaatsing van de productie begon, als belangrijkste probleem. In 2007 werkten er nog vijf pianobouwers voor Ibach. In december 2007 werd de productie beëindigd.

## Bedrijfsleiders
- Johann Adolph Ibach (1766-1848), Oprichter, tot 1839.
- Carl Rudolph Ibach (1804-1863), gedeeltelijk met zijn broers Richard Ibach en Gustav Adolf Ibach, tot 1863.
- Overgangsperiode: Richard Paul Ibach (1813-1889), orgelbouwer, samen met weduwe Regine Emilie geb. Bruckenhaus.
- Peter Adolph Rudolph Ibach (1843-1892), vanaf 1869 onder de naam Rud. Ibach Sohn.
- Overgangsperiode: Weduwe Hulda Ibach geb. Reyscher, samen met zwager Walter Ibach, 1892-1904.
- Albert Rudolf Ibach (1873-1940), gedeeltelijk samen met zijn broers Max Ibach en Hans Ibach, tot 1940.
- Joh. Adolf Ibach (1911-1999), 1940-1980.
- Rolf Ibach (geb. 1940), vanaf 1980.
- Julia Sabine Ibach (geb. 1972), samen met haar vader Rolf Ibach sinds 2004.

## Belangrijke Producten
- Ibach-orgel in de Nicolai-Kerk Halver
- Het orgel van het slot Stolzenfels (het Rijn-slot van de Pruisische koningen)
- Het orgel van de Basilica van Constantijn in Trier
- Het eerste concertzaalorgel in Europa voor de Bürgergesellschaft Concordia in Barmen
- Scheepsvleugels en -piano's voor de snelle stoomschepen van de Norddeutsche Lloyd
- Designer-Instrumenten naar ontwerpen van bekende architecten en kunstenaars (bijvoorbeeld Richard Meier)
- Het Ibach orgel in de Sint-Gertrudiskerk (Bergen op Zoom)

## Trivia
De eerste vleugel die Wibi Soerjadi kocht was van het merk Ibach. Hij heeft nog steeds een Ibach als reserve.

### Inzendingen naar Wereldtentoonstellingen
- 1862 Londen
- 1873 Wenen
- 1876 Philadelphia
- 1879 Sydney
- 1880 Melbourne (pseudo-wereldtentoonstelling)
- 1897 Brussel (buiten mededinging, Ibach zat in de jury)
- 1902 Turijn (pseudo-wereldtentoonstelling)
- 1904 St. Louis
- 1906 Milaan
- 1910 Brussel

De aanwezigheid van Ibach instrumenten in de jonge Verenigde Staten wordt bevestigd in de Western komedie Support Your Local Sheriff!. Daar benadrukt de burgemeester dat hij een piano heeft aangeschaft die "van ver komt, uit Düsseldorf."

### Predicaten Hofleverancier
- 1876 Prinz Willem Frederik Karel
- 1878 Wilhelm I., Duits Keizer, Koning van Pruisen
- 1886 Hertog van Saksen-Meiningen
- 1900 Hertog van Saksen-Meiningen
- 1901 Koning van Portugal
- 1901 Vorst te Schwarzburg-Sondershausen
- 1902 Koning van Roemenië
- 1902 Koning van Bulgarije
- 1902 Groothertog van Mecklenburg-Strelitz
- 1904 Prinses Laetitia van Savoye, Hertogin van Aosta
- 1905 Keizer van Oostenrijk en Koning van Hongarije
- 1905 Koning van Griekenland
- 1905 Koning van Zweden en Noorwegen
- 1908 Koning Gustav van Zweden
- 1910 Hertog van Anhalt
- 1911 Louise Sophie, Echtgenote van prins Friedrich Leopold van Pruisen
- 1913 Groothertog van Saksen Weimar
- 1914 Groothertog van Hessen en bij Rijn

Engelse onderscheidingen door:
- Koningin Victoria van Engeland
- Hertogin van Fife
- Hertogin van Albany
- Hertogin van Buccleuch
- Hertogin van Richmond
- Gravin van Aberdeen